# Lucie Silkenová
Lucie Fiše Silkenová, née à Prague le 12 mai 1984 , est une chanteuse lyrique tchèque de tessiture soprano.

## Biographie
Lucie Silkenová étudie à l'Académie tchèque des arts musicaux, dans la faculté de musique et de danse (cs) (HAMU). Pendant cette période, elle se produit dans plusieurs théâtres tchèques.
Elle remporte plusieurs prix internationaux et chante en République tchèque, notamment au Théâtre national à Prague ainsi qu'au festival du Printemps de Prague (Pražské jaro). Elle se produit également sur plusieurs scènes à travers le monde. Elle chante entre autres sous la direction du chef d'orchestre Jiří Bělohlávek et le BBC Symphony Orchestra à Londres et avec l'Orchestre symphonique de l'État de São Paulo dirigé par Osmo Vänskä. En 2014, elle participe à l'interprétation de la Missa solemnis de Beethoven dirigée par Helmuth Rilling. Elle interprète Rusalka de Dvořák lors de sa tournée avec l'orchestre du Festival de Budapest dirigé par Iván Fischer.